# 만추 (1966년 영화)
《만추》(晩秋)는 이만희 감독, 김지헌 각본의 1966년 한국의 흑백 영화이다. 

## 개요
호현찬이 기획하고 이만희가 감독한 이 영화의 특징은, 종래의 한국영화가 가졌던 형식인 '이야기 중심'에서 탈피하여 영상 위주로 작품을 몰고간 점이다. 다시 말하면, 대사를 가급적 배제하고 영화 언어로 이미지를 전달했다는 점에 크게 의의를 둘 수 있으며, 1960년대 한국영화의 수작으로 꼽을 수 있다. 해당 영화의 주연을 맡았던 신성일 역시 생전 부산국제영화제를 방문해 가진 기자들과의 만남에서 "'만추'라는 필름이 최고의 영상 작품"이라며 회고하기도 했다.
다만 아쉬운 점이 있다면 해당 영화의 필름을 찾을 수 없다는 데 있다. 국내 개봉 당시의 필름이 모두 소실되거나 사라진 탓에 해당 영화가 현재까지 전해 내려오지 않고 있다. 다만 북한에는 해당 영화의 필름 등이 남아있다는 주장이 있는데, 《만추》의 기획을 맡았던 호헌찬 씨는 생전 인터뷰에서 신상옥 감독과 최은희 배우가 북한에 납치되었을 때 김정일 당시 국방위원장의 소장 필름에서 《만추》를 보았다고 증언했던 것을 들며 "훗날 북한과의 교류가 이루어지면 《만추》의 복사본이라도 찾기를 바란다"고 발언했던 적이 있다. 특히 이러한 증언으로 인해 남북교류가 활발해지는 시기, 북한을 방문해 《만추》의 필름을 복사하여 한국에 돌아온 뒤 디지털화하여 공개하자는 영화계에서의 목소리가 끊이지 않고 있다.
필름의 유실과는 별개로 영화의 포스터나 시놉시스 등은 현재까지 전해져 내려오고 있으며, 해당 영화를 실제로 보았던 이들의 증언, 당시 출연했던 배우 등의 증언 등이 남아있어 리메이크가 활발하게 벌어지고 있다. 1972년 일본에서 《약속》이라는 이름으로 개봉한 데 이어, 1975년에는 김기영 감독의 《육체의 약속》이라는 이름으로 리메이크에 나섰다. 이어 1980년대에 김수용 감독이 《만추》라는 이름으로 김혜자 등의 주연을 투입해 영화를 개봉했으며, 2010년에는 김태용 감독이 현빈과 탕웨이를 주연으로 《만추》를 제작하기도 했다. 특히 이러한 리메이크 시도를 총집편한 상영회를 한국영상자료원에서 개최하기도 했다.
하지만 1944년 미국에서 상영된 《아윌 비 씨 유》(I'll be seeing you)와 유사하다는 지적이 있다. 이 영화는 국내에서도 1954년 9월 18일에 《다시 만날 때까지》란 제목으로 상영되었다.

## 줄거리
모범수로 잠시 휴가를 얻은 여자(문정숙 분)와 형사에게 쫓기는 위조 지폐범(신성일 분)이 우연히 서울행 열차 안에서 마주앉게 된다. 시간과 사람에 쫓기는 불안한 사람끼리 곧 친숙해지고, 그것은 억제되었던 욕정으로 발전된다. 다음 날 창경원에서 만나 즐거운 시간을 보내기도 하고, 썰렁한 인천의 갯가를 거닐기도 한다. 사흘이라는 짧은 시간을 보낸 후 여인은 감옥으로 되돌아간다. 남자는 못내 서운해하며 내의(內衣) 한 벌을 그녀에게 건네준다. 그리고 경찰에 체포되어 간다. 여인이 출감하는 날, 창경원 그 벤치에서 만나기로 약속했지만, 그 남자는 안 나타나고 여인만이 흩어지는 낙엽을 바라보며 회상에 잠기고 있다.

## 출연
- 신성일
- 문정숙
- 김정철

## 수상
- 제5회 청룡상 촬영상
- 제10회 부일상 작품·여우 주연상
- 제3회 한국연극영화예술상 대상 및 연출·연기·각본·촬영상

## 참고 문헌
- 이 문서에는 다음커뮤니케이션(현 카카오)에서 GFDL 또는 CC-SA 라이선스로 배포한 글로벌 세계대백과사전의 "만추" 항목을 기초로 작성된 글이 포함되어 있습니다.